# Dywizja Jazdy Aleksandra Rożnieckiego
4 Lekka Dywizja Jazdy - sformowana w 1812 r. polska formacja wojskowa okresu napoleońskiego, wchodząca w skład IV Korpusu Rezerwowego Kawalerii Wielkiej Armii. Jej dowódcą był gen. Aleksander Rożniecki.

## Opis
U schyłku zimy 1812 nastąpiła nowa reorganizacja Armii Księstwa Warszawskiego związana już bezpośrednio z przygotowaniami do drugiej wojny polskiej.Wojsko polskie nie stanowiło jednej zwartej całości. W ramach Wielkiej Armii sformowano V Korpus Wielkiej Armii ks. Józefa Poniatowskiego.
Pozostałe formacje, zgodnie z decyzją  Napoleona, weszły w skład korpusów francuskich. Dywizja Jazdy gen. Aleksandra Rożnieckiego weszła w skład IV Korpusu Rezerwowego Kawalerii gen. Marie Victora Nicolasa Latour-Maubourga.

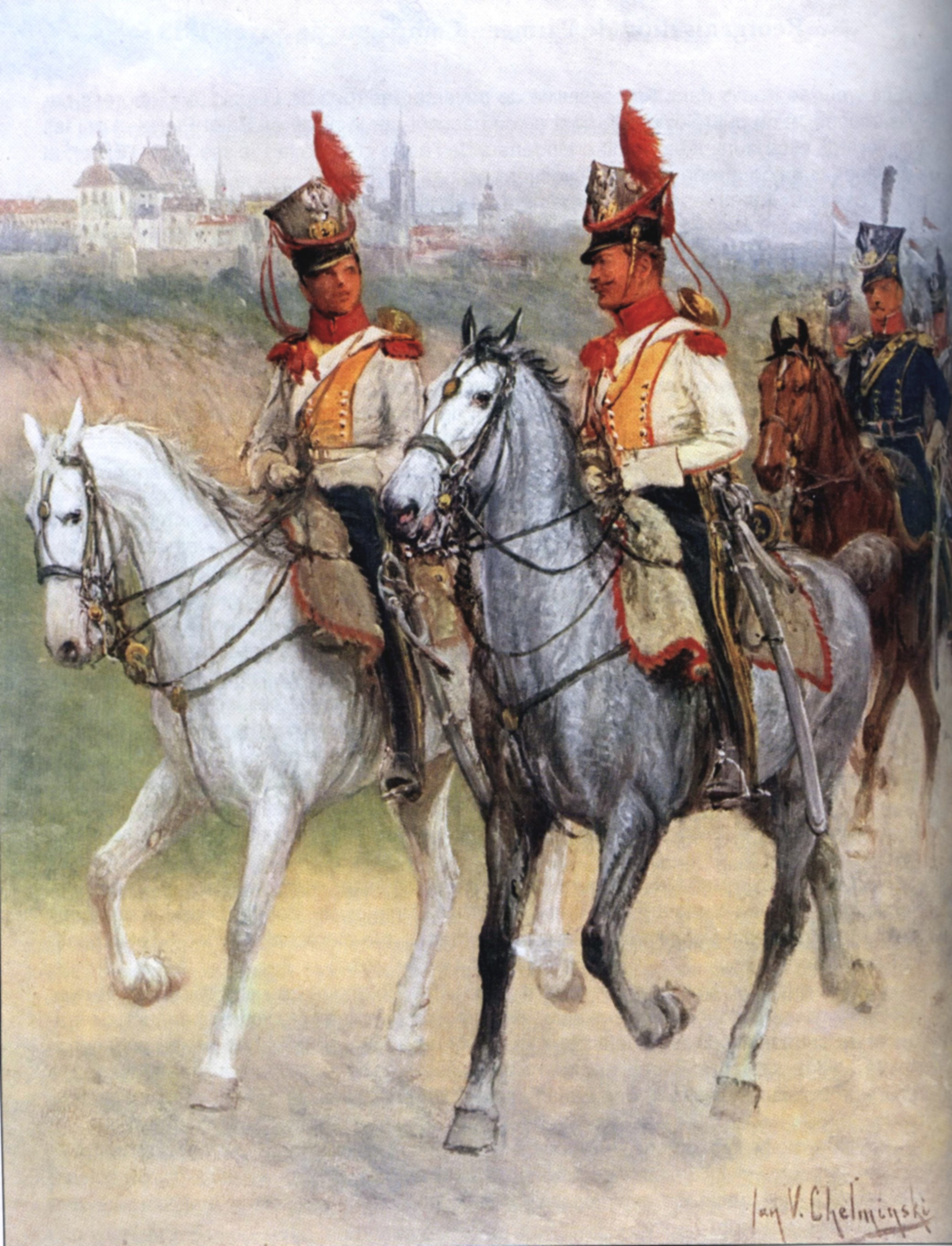
Trębacze 2 pułku ułanów

## Skład
28 Brygada Jazdy gen. Dominika Dziewanowskiego
- 2 pułk ułanów
- 3 pułk ułanów
- 7 pułk ułanów

29 Brygada Jazdy gen. Kazimierza Turno
- 11 pułk ułanów
- 15 pułk ułanów
- 16 pułk ułanów